# ΜTorrent
µTorrent (o uTorrent i abreujat com "µT" o "uT") és un client BitTorrent freeware escrit en C++ i traduït en 48 idiomes. El programa complet correspon a un arxiu executable de 170 KiB, o 218 KiB (corresponent a la versió 1.7.2).
Actualment és un dels clients de BitTorrent més utilitzats a causa de la seua velocitat en les descàrregues i als pocs recursos que consumeix.
El 7 de desembre de 2006 es va anunciar la compra de µTorrent per BitTorrent Inc

## Funcions
- Descàrrega de múltiples .torrent
- Alta velocitat de descàrrega
- Consum de molt pocs recursos
- Seleccionar els arxius que es volen baixar dintre d'un .torrent
- Compatibilitat amb l'estat d'hibernació en Windows
- Apagat automàtic a l'acabar les descàrregues
- Planificador, per a programar que amplada de banda usar a certes hores
- Afegir la capacitat de servidor web al programa, podent manejar remotament les descàrregues i la seva configuració.
- És possible usar μTorrent en GNU/Linux mitjançant la capa de compatibilitat Wine.
- Actualment pot descarregar-se una versió beta disponible per a Mac OS X

## Curiositats
μTorrent incorpora dues curiositats: A l'obrir el menú d'ajuda i prémer en "Sobre μTorrent", s'obre un quadre de diàleg amb el logotip de μTorrent i especificacions de la versió. Si llavors es prem el logotip, s'escolta un so; a més, al prémer la lletra 't' s'inicia un joc de mini-tetris que es controla amb les fletxes (per a posar-lo en pausa, es prem la tecla 'p').